# The Origin of Love
| Recensione | Giudizio |
| ---------- | -------- |
| AllMusic   |          |

The Origin of Love è il terzo album in studio del cantautore britannico Mika, pubblicato il 17 settembre 2012 in Francia e l'8 ottobre 2012 nel Regno Unito dalla Island Records.
L'uscita dell'album è stata anticipata dai singoli Elle me dit, pubblicato nel 2011, e Celebrate, uscito nell'agosto 2012.

## Descrizione
Registrato in diverse località, tra cui Montréal, Miami e la Svezia, in un'intervista, Mika ha descritto l'album come «pop più semplice e meno stratificato rispetto all'ultimo lavoro», sostenendo anche che si tratta di «un album che parla di pazze storie d'amore e tolleranza».
Mika ha affermato che, riguardo allo stile musicale dell'album, comprende elementi che rimandano ai Daft Punk e ai Fleetwood Mac.
Oltre alla collaborazione, nel singolo Celebrate, con Pharrell Williams, sono presenti anche altri collaboratori: da William Orbit a Benny Benassi e da Greg Wells a Klas Ahlund.

## Tracce
1. Origin of Love – 4:35 (Mika, Nick Littlemore, Paul Steel)
2. Lola – 3:43 (Mika, Benjamin Garrett, Jodi Marr)
3. Stardust – 3:18 (Mika, Wayne Hector, Benny Benassi, Alessandro Benassi)
4. Make You Happy – 3:09 (Mika, Benjamin Garrett, Jodi Marr)
5. Underwater – 3:08 (Mika, Nick Littlemore, Paul Steel)
6. Overrated – 3:36 (Mika, Jodi Marr)
7. Kids – 3:03 (Mika, Nick Littlemore)
8. Love You When I'm Drunk – 2:52 (Mika, Jodi Marr)
9. Step With Me – 3:36 (Mika, Mathieu Jomphe, Hillary Lindsey)
10. Popular Song (feat. Ariana Grande) – 4:05 (Mika, Mathieu Jomphe, Stephen Schwartz)
11. Emily – 3:33 (Mika, Doriand)
12. Heroes – 3:16 (Mika, Nick Littlemore, Jack Milas, Oli Chang)
13. Celebrate (feat. Pharrell Williams) – 3:05 (Mika, Pharrell Williams, Benjamin Garrett)

Disco bonus nell'edizione deluxe internazionale
1. Celebrate (Acoustic) – 3:31 (Mika, Pharrell Williams, Benjamin Garrett)
2. Origin of Love (Acoustic) – 4:37 (Mika, Nick Littlemore, Paul Steel)
3. Kids (Acoustic) – 3:27 (Mika, Nick Littlemore)
4. Love You When I'm Drunk (Acoustic) – 3:10 (Mika, Jodi Marr)
5. Overrated (Acoustic) – 3:22 (Mika, Jodi Marr)
6. Elle me dit – 3:37 (Mika, Doriand)
7. Tah Dah – 2:52 (Mika, Pharrell Williams, Jodi Marr)
8. Stardust (Benny Benassi Mix) – 4:42 (Mika, Alessandro "Alle" Benassi)
9. Celebrate (Robbie Rivera Mix) – 5:09 (Mika, Pharrell Williams, Benjamin Garrett)

Disco bonus nell'edizione deluxe italiana
1. Origin of Love (Italian Version) – 4:36 (Mika, Nick Littlemore, Paul Steel)
2. Stardust (Italian Version) – 3:18 (Mika, Alessandro "Alle" Benassi)
3. Celebrate (Acoustic) – 3:31 (Mika, Pharrell Williams, Benjamin Garrett)
4. Origin of Love (Acoustic) – 4:37 (Mika, Nick Littlemore, Paul Steel)
5. Kids (Acoustic) – 3:27 (Mika, Nick Littlemore)
6. Love You When I'm Drunk – 2:52 (Mika, Jodi Marr)
7. Overrated – 3:38 (Mika, Jodi Marr)
8. Elle me dit – 3:37 (Mika, Doriand)
9. Tah Dah – 2:52 (Mika, Pharrell Williams, Jodi Marr)
10. Celebrate (Robbie Rivera Mix) – 5:09 (Mika, Pharrell Williams, Benjamin Garrett)

Traccia bonus nell'edizione europea
1. Make You Happy (Miami Edit) – 3:34 (Mika, Benjamin Garrett, Jodi Marr)

Traccia bonus nell'edizione francese
1. Elle me dit – 3:38 (Mika, Doriand)

Disco bonus nell'edizione deluxe francese
1. Karen – 3:57 (Mika, Doriand)
2. L'Amour Dans Le Mauvais Temps – 4:07 (Mika, Doriand)
3. Un soleil mal luné – 3:06 (Mika, Doriand)
4. Make You Happy (Cherokee Remix) – 5:47 (Mika, Benjamin Garrett, Jodi Marr)
5. Celebrate (Robbie Rivera Mix) – 5:55 (Mika, Pharrell Williams, Benjamin Garrett)
6. Elle me dit (BeatauCue Mix) – 5:02 (Mika, Doriand)
7. Make You Happy (Miami Edit) – 3:36 (Mika, Benjamin Garrett, Jodi Marr)
8. Tah Dah – 2:52 (Mika, Pharrell Williams, Jodi Marr)

## Formazione
- Mika - voce, pianoforte, celeste
- Benjamin Garrett - programmazione, cori
- Max Taylor - basso
- Henry Hey - programmazione
- Marcus Byrne - pianoforte
- Matt Chamberlain - batteria
- Fabien Waltmann - programmazione addizionale
- Greg Wells - chitarra, programmazione
- Paul Steel - basso
- Nick Littlemore - programmazione
- Rob Harris - chitarra
- Richard Hammond - basso
- Jamie Muhoberac - programmazione addizionale
- Shawn Pelton - batteria
- Klas Ahlund - programmazione
- Frank Ricotti - percussioni, marimba
- Brett Mayer - tastiera addizionale
- Hillary Lindsey, Martin Johnson - cori

## Classifiche
| Classifica (2012) | Posizione massima |
| ----------------- | ----------------- |
| Austria           | 31                |
| Belgio (Fiandre)  | 7                 |
| Belgio (Vallonia) | 6                 |
| Canada            | 3                 |
| Corea del Sud     | 9                 |
| Francia           | 1                 |
| Germania          | 43                |
| Irlanda           | 3                 |
| Italia            | 12                |
| Messico           | 32                |
| Paesi Bassi       | 15                |
| Regno Unito       | 1                 |
| Spagna            | 11                |
| Stati Uniti       | 2                 |
| Svizzera          | 15                |